# Platythyrea matopoensis
Platythyrea matopoensis är en myrart som beskrevs av Arnold 1915. Platythyrea matopoensis ingår i släktet Platythyrea och familjen myror. Inga underarter finns listade i Catalogue of Life.